# Unité urbaine de Grenoble
L'unité urbaine de Grenoble désigne, selon l'Insee, l'ensemble des communes ayant une continuité de bâti autour de la ville de Grenoble. Cette unité urbaine, ou agglomération dans le langage courant, regroupe 456 093 habitants dans 38 communes sur une superficie de 358,10 km2. Elle est la 15e agglomération la plus peuplée de France.

## Données générales
Selon l'INSEE, l'unité urbaine de Grenoble était composée de 53 communes en 2010.
Dans le nouveau zonage de 2020, elle est composée de 38 communes, 15 communes étant retranchées du périmètre de 2010 et constituant l'unité urbaine de Voiron. C'est ce qui explique la diminution de plus de 60 000 habitants et le recul dans le classement national (elle passe de la 10e à la 15e place).
En 2022, avec 456 093 habitants, elle occupe le 2e rang dans la région Auvergne-Rhône-Alpes, après l'unité urbaine de Lyon (1er rang régional et 2e rang national) et devant l'unité urbaine de Saint-Étienne (3e rang régional et 17e rang national). Elle occupe le 15e rang au niveau national.
En 2022, sa densité de population s'élève à 1 274 hab/km2. Par sa superficie, elle ne représente que 4,8 % du territoire départemental mais, par sa population, elle regroupe 35,32 % de la population du département de l'Isère.

Agglomérations de plus de 100000 habitants en France en 2022.

## Composition 2020 de l'unité urbaine
L'unité urbaine de Grenoble comprend les 38 communes suivantes :
| Nom                       | Code Insee | Département | Statut       | Superficie (km2) | Population (dernière pop. légale) | Densité (hab./km2) | Modifier                                    |
| ------------------------- | ---------- | ----------- | ------------ | ---------------- | --------------------------------- | ------------------ | ------------------------------------------- |
| Grenoble (ville-centre)   | 38185      | Isère       | ville-centre | 18,13            | 156 389 (2022)                    | 8 626              | modifier les données · modifier les données |
| Biviers                   | 38045      | Isère       | banlieue     | 6,17             | 2 327 (2022)                      | 377                | modifier les données · modifier les données |
| Bresson                   | 38057      | Isère       | banlieue     | 2,78             | 671 (2022)                        | 241                | modifier les données · modifier les données |
| Le Champ-près-Froges      | 38070      | Isère       | banlieue     | 4,83             | 1 317 (2022)                      | 273                | modifier les données · modifier les données |
| Champ-sur-Drac            | 38071      | Isère       | banlieue     | 8,92             | 3 344 (2022)                      | 375                | modifier les données · modifier les données |
| Claix                     | 38111      | Isère       | banlieue     | 24,12            | 7 840 (2022)                      | 325                | modifier les données · modifier les données |
| Corenc                    | 38126      | Isère       | banlieue     | 6,50             | 4 177 (2022)                      | 643                | modifier les données · modifier les données |
| Domène                    | 38150      | Isère       | banlieue     | 5,29             | 6 777 (2022)                      | 1 281              | modifier les données · modifier les données |
| Échirolles                | 38151      | Isère       | banlieue     | 7,86             | 36 708 (2022)                     | 4 670              | modifier les données · modifier les données |
| Eybens                    | 38158      | Isère       | banlieue     | 4,50             | 10 095 (2022)                     | 2 243              | modifier les données · modifier les données |
| Fontaine                  | 38169      | Isère       | banlieue     | 6,74             | 22 471 (2022)                     | 3 334              | modifier les données · modifier les données |
| Fontanil-Cornillon        | 38170      | Isère       | banlieue     | 5,50             | 3 410 (2022)                      | 620                | modifier les données · modifier les données |
| Froges                    | 38175      | Isère       | banlieue     | 6,43             | 3 334 (2022)                      | 519                | modifier les données · modifier les données |
| Gières                    | 38179      | Isère       | banlieue     | 6,93             | 7 353 (2022)                      | 1 061              | modifier les données · modifier les données |
| Jarrie                    | 38200      | Isère       | banlieue     | 13,26            | 3 925 (2022)                      | 296                | modifier les données · modifier les données |
| Meylan                    | 38229      | Isère       | banlieue     | 12,32            | 18 790 (2022)                     | 1 525              | modifier les données · modifier les données |
| Montbonnot-Saint-Martin   | 38249      | Isère       | banlieue     | 6,38             | 5 554 (2022)                      | 871                | modifier les données · modifier les données |
| Murianette                | 38271      | Isère       | banlieue     | 6,07             | 866 (2022)                        | 143                | modifier les données · modifier les données |
| Noyarey                   | 38281      | Isère       | banlieue     | 16,86            | 2 321 (2022)                      | 138                | modifier les données · modifier les données |
| La Pierre                 | 38303      | Isère       | banlieue     | 3,31             | 648 (2022)                        | 196                | modifier les données · modifier les données |
| Poisat                    | 38309      | Isère       | banlieue     | 2,56             | 2 120 (2022)                      | 828                | modifier les données · modifier les données |
| Le Pont-de-Claix          | 38317      | Isère       | banlieue     | 5,60             | 10 846 (2022)                     | 1 937              | modifier les données · modifier les données |
| Saint-Égrève              | 38382      | Isère       | banlieue     | 10,88            | 17 930 (2022)                     | 1 648              | modifier les données · modifier les données |
| Saint-Ismier              | 38397      | Isère       | banlieue     | 14,90            | 7 087 (2022)                      | 476                | modifier les données · modifier les données |
| Saint-Martin-d'Hères      | 38421      | Isère       | banlieue     | 9,26             | 38 022 (2022)                     | 4 106              | modifier les données · modifier les données |
| Saint-Martin-le-Vinoux    | 38423      | Isère       | banlieue     | 10,06            | 5 957 (2022)                      | 592                | modifier les données · modifier les données |
| Saint-Nazaire-les-Eymes   | 38431      | Isère       | banlieue     | 8,49             | 3 013 (2022)                      | 355                | modifier les données · modifier les données |
| Sassenage                 | 38474      | Isère       | banlieue     | 13,31            | 11 579 (2022)                     | 870                | modifier les données · modifier les données |
| Seyssinet-Pariset         | 38485      | Isère       | banlieue     | 10,65            | 11 784 (2022)                     | 1 106              | modifier les données · modifier les données |
| Seyssins                  | 38486      | Isère       | banlieue     | 8,00             | 8 087 (2022)                      | 1 011              | modifier les données · modifier les données |
| Tencin                    | 38501      | Isère       | banlieue     | 6,75             | 2 132 (2022)                      | 316                | modifier les données · modifier les données |
| La Tronche                | 38516      | Isère       | banlieue     | 6,42             | 6 447 (2022)                      | 1 004              | modifier les données · modifier les données |
| Varces-Allières-et-Risset | 38524      | Isère       | banlieue     | 20,88            | 8 314 (2022)                      | 398                | modifier les données · modifier les données |
| Venon                     | 38533      | Isère       | banlieue     | 4,34             | 836 (2022)                        | 193                | modifier les données · modifier les données |
| Le Versoud                | 38538      | Isère       | banlieue     | 6,35             | 4 940 (2022)                      | 778                | modifier les données · modifier les données |
| Veurey-Voroize            | 38540      | Isère       | banlieue     | 12,21            | 1 392 (2022)                      | 114                | modifier les données · modifier les données |
| Villard-Bonnot            | 38547      | Isère       | banlieue     | 5,84             | 7 445 (2022)                      | 1 275              | modifier les données · modifier les données |
| Voreppe                   | 38565      | Isère       | banlieue     | 28,65            | 9 845 (2022)                      | 344                | modifier les données · modifier les données |

## Évolution démographique
| 1968    | 1975    | 1982    | 1990    | 1999    | 2006    | 2011    | 2016    | 2022    |
| ------- | ------- | ------- | ------- | ------- | ------- | ------- | ------- | ------- |
| 340 711 | 398 009 | 403 208 | 413 371 | 428 177 | 436 476 | 442 720 | 449 232 | 456 093 |

#### Données générales
- Unité urbaine en France
- Aire d'attraction d'une ville
- Liste des unités urbaines de France

#### Données démographiques en rapport avec l'unité urbaine de Grenoble
- Aire d'attraction de Grenoble
- Arrondissement de Grenoble
- Grenoble-Alpes Métropole

#### Données démographiques en rapport avec l'Isère
- Démographie de l'Isère